# Nemocnice Český Krumlov
Nemocnice Český Krumlov je zdravotnické zařízení ve městě Český Krumlov. Jedná se o komplexy nemocničních budov v ulici Nemocniční v části obce Horní Brána vlastněné akciovou společností Nemocnice Český Krumlov a.s., jež nemocnici spravuje. Zřizovatelem nemocnice je Jihočeský kraj, který je zároveň stoprocentním vlastníkem akciové společnosti.

## Historie nemocnice
Nemocnice v Českém Krumlově byla slavnostně otevřena 17. srpna 1911.

## Současnost nemocnice
V roce 2017 byla zahájena výstavba nového multifunkčního pavilonu.